# Omicidio di Carlo Falvella
L'omicidio di Carlo Falvella avvenne a Salerno il 7 luglio 1972; all'epoca studente di filosofia all'Università degli Studi di Salerno e vicepresidente del FUAN di Salerno, organizzazione universitaria del MSI. Carlo Falvella, aggredito e ucciso da un fendente all'aorta da parte di Giovanni Marini che camminava sul lungomare con Mastrogiovanni.

## Storia

### L'omicidio

Carlo Falvella

Di padre liberal-tradizionalista e cattolico, Carlo Falvella si iscrisse alla facoltà di filosofia. Il giovane aveva gravi problemi alla vista che, secondo i medici, gli avrebbero comportato entro i trent'anni la completa cecità. Scherzando sulla propria malattia era solito dire ai genitori "Ho scelto Filosofia, perché potrei comunque continuare a insegnarla anche senza dover scrivere. Ma devo far presto a laurearmi. Devo assolutamente riuscirci prima di diventare cieco". Nel 1971 aderì al FUAN, l'organizzazione universitaria del Movimento Sociale Italiano - Destra Nazionale, in un periodo politicamente teso per via dei frequenti contrasti tra militanti di destra e di sinistra. La passione per la politica gli giungeva da sua madre, missina convinta.

Il 7 luglio 1972, sul lungomare Trieste di Salerno, verso le 19.30, insieme a Giovanni Alfinito (altro iscritto al FUAN) ebbero un primo diverbio con il trentatreenne Giovanni Marini e con il suo amico Gennaro Scariati, entrambi aderenti ai gruppi anarchici, con cui si erano casualmente incrociati. Scariati raccontò poi alla polizia di aver evitato il degenerare della situazione portando via l'amico. Circa due ore dopo, in via Velia, si ripeté il diverbio, ma ai due anarchici si era aggiunto Francesco Mastrogiovanni. Marini nel frattempo si era recato a casa e si era armato di un coltello. Giovanni Alfinito nella deposizione resa l'8 luglio 1972:
(Testimonianza di Giovanni Alfinito.)

Dopo lo scontro i tre anarchici fuggirono rendendosi irreperibili, ma Marini la sera stessa si costituì ai carabinieri e rilasciò il 9 luglio 1972 nel corso dell'interrogatorio la seguente ammissione:
(Testimonianza di Giovanni Marini.)
Giovanni Alfinito, pur ferito, riuscì a far fermare una vettura e a far portare l'amico in ospedale presso il pronto soccorso dove morì nel corso dell'operazione.

### Impatto mediatico
L'8 luglio la federazione salernitana del PCI guidata da Giuseppe Amarante espresse il proprio sdegno, non mancando tuttavia di sottolineare il proprio allarme nei confronti delle "violenze fasciste". Relativamente all'omicidio scrisse:«La federazione comunista salernitana esprime il proprio profondo cordoglio per la giovane vita stroncata e lo sdegno e la condanna più netta per il ricorso alla violenza».
Lotta Continua, in controtendenza alla dichiarazione della sinistra ufficiale, scrisse che «Le provocazioni fasciste ci sono, e crescono, e il problema concreto urgente che pongono è quello della risposta militante che, cinquant'anni fa come oggi, rappresenta l'unica possibilità per proletari e compagni».
L'11 luglio, quattro giorni dopo la morte di Falvella, il Secolo d'Italia, organo ufficiale del Movimento Sociale Italiano, pubblicò in prima pagina il titolo: "Un altro martire per la gioventù d'Italia. Dopo Ugo Venturini il sacrificio di Carlo Falvella", definendo l'aggressione dell'estrema sinistra un "barbaro omicidio".
Il 14 luglio 1972 il ministro dell'interno, Mariano Rumor, riferì alla Camera dei deputati circa gli avvenimenti individuando nei tre giovani di area anarchica gli aggressori e in particolare in Marini il possessore del coltello a serramanico con cui fu colpito all'aorta Falvella.. Versione che verrà rifiutata dall'estrema sinistra.
Il PSI, invece, in netta controtendenza al PCI non espresse rammarico per la morte di Falvella.
Dal 2014 è attivo un comitato, intestato allo stesso Falvella, che si occupa di organizzare iniziative in vista dell'anniversario della sua morte.

#### La campagna innocentista di Soccorso Rosso

Giovanni Marini durante il processo a Vallo di Lucania

Poco dopo l'omicidio e la confessione di Marini, Soccorso Rosso Militante organizzò una campagna tesa a dimostrare l'innocenza di Marini e nel 1974, nel corso del processo, pubblicò un pamphlet intitolato "Il caso Marini" nel quale si illustrava una posizione di difesa nei confronti dell'anarchico. Parteciparono alla stesura del documento Pio Baldelli, Lanfranco Binni, Marco Boato, Sandro Canestrini, Dario Fo, Giambattista Lazagna, Roberto Matta, Franca Rame, Giulio Savelli, Giuliano Spazzali e Pietro Valpreda. Soccorso Rosso propose una ricostruzione dei fatti in cui Falvella e Alfinito, oltre ad essere accompagnati da un'altra decina di fascisti, sarebbero stati anche armati di coltello.
(Secondo la ricostruzione di Soccorso Rosso Militante.)
Sempre nel 1974 il "Comitato Anarchico G.Marini" di Firenze fece pubblicare un altro libro inchiesta dal titolo "Se scampi ai fascisti ci pensa lo Stato".
Lo stesso giugno l'avvocato Giacomo Mele, esponente missino di rilievo che rappresentava la famiglia Falvella, fece stampare in risposta al pamphlet preparato da Soccorso Rosso un altro documento intitolato: "Marini, una marionetta del sistema".

### Il processo
Nel 1975 Marini venne condannato a dodici anni per omicidio preterintenzionale aggravato e concorso in rissa. In appello la condanna venne ridotta a nove anni, sette dei quali effettivamente scontati. Alfinito, Mastrogiovanni e Scariati vennero invece assolti dall'accusa di rissa.